# Casquet circular
El casquet circular, o casquet cilíndric, és una lligadura militar rígida, semirígida o flexible, de contorn circular, part superior plana i alçada menor que la mitjana de les gorres. El català casquet circular equival a l'anglès round forage cap o pillbox cap; a l'espanyol gorro redondo; al francès bonnet rond; a l'italià berretto rotondo; al portuguès barrete cilíndrico o (col·loquialment) tachinho; etc.
El casquet circular fou usat per alguns exèrcits europeus i euroamericans (el brasiler, per exemple) al llarg del segle xix i a inicis del XX; tingué presència notable, sobretot, en els exèrcits britànic, espanyol, portuguès i montenegrí.
En l'ús civil el casquet circular ha estat tradicionalment la lligadura dels grums (d'hotel, d'oficina, etc.), cosa reflectida fidelment per la historieta en personatges com Espirú i el botones Sacarino. D'altra banda, als anys cinquanta i a inicis dels seixanta estigué de moda una adaptació civil del casquet circular com a lligadura formal femenina.

## Regne Unit

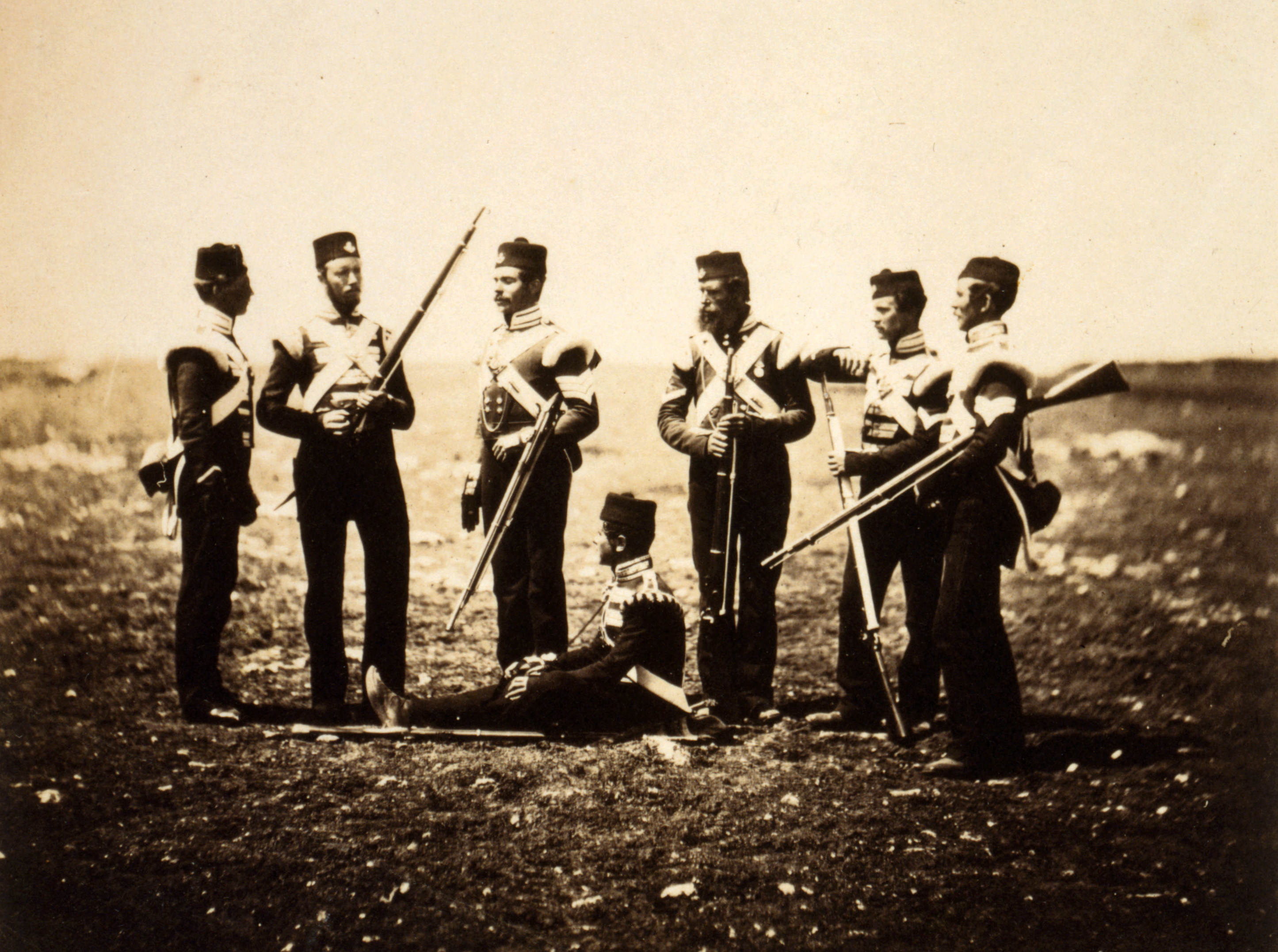
Infanteria lleugera britànica amb casquet circular (una de les versions del Kilmanrock) durant la Guerra de Crimea. Fotografia de Roger Fenton (1855)

A l'exèrcit britànic, fins a inicis del segle xix les lligadures de caserna (forage caps) eren regimentals, com s'esdevenia sovint als exèrcits de l'època; l'estil variava força d'unitat en unitat, per bé que hi predominaven el casquet de caserna, imitacions tèxtils del Kaskett austríac i, també, avantpassats del casquet circular.
El 1812 fou adoptat el casquet circular com a lligadura de diari i passeig per a tot l'exèrcit britànic (excepció feta dels regiments escocesos), paper que conservaria, en una varietat de models successius, durant bona part del segle. El model predominant a partir de 1834 fou el Kilmanrock, amb una borla a la part superior; la versió de Kilmanrock usada entorn de 1860 és de les més representatives del casquet circular.
Malgrat el reglament, molt sovint la tropa usà el casquet circular en campanya, sobretot a les colònies, en detriment del xacó llavors reglamentari; a la Guerra de Crimea, per exemple, fou d'ús general. En aquestes ocasions, l'oficialitat tendia a canviar el xacó per la respectiva lligadura casernària, una gorra de plat d'estil peculiar adoptada el 1829.
A partir de 1868 el Kilmarnock fou substituït progressivament pel glengarry, mena de casquet de caserna d'origen escocès. Emperò, el casquet circular sobreviuria en l'uniforme de passeig fins que ambdues lligadures foren reemplaçades per un casquet de caserna de tipus modern (més o menys calcat de la cavalleria austríaca) el 1894.
Encara avui el casquet circular és la lligadura de diari dels gurkhes.

## Espanya

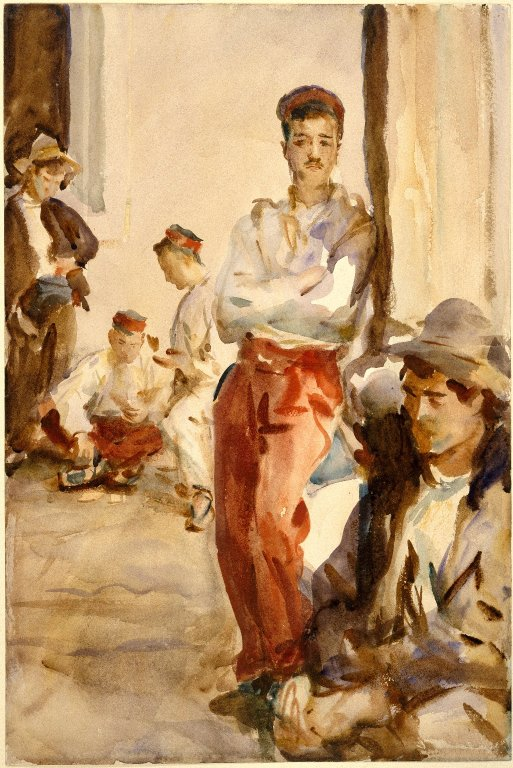
Soldats espanyols amb casquet circular descansant a la caserna. Quadre de John Singer Sargent (vers 1902)

A l'exèrcit espanyol, a partir de 1839 hi hagué un ús discontinu del casquet circular en certes armes o cossos. Com a lligadura de caserna d'ús general, la seva implantació pràcticament és paral·lela a la del ros: successivament l'adopten la cavalleria (1859) i l'artilleria (1860), que en faran ús continuat fins al segle xx. En la infanteria, en canvi, a partir de 1869 s'alternaren períodes d'ús del casquet circular amb retorns del casquet de caserna tradicional i amb borla (gorrillo isabelino).
El 1901 el casquet circular esdevé reglamentari per a la totalitat de l'exèrcit espanyol. En teoria era exclusivament lligadura de diari i passeig; en la pràctica, fou usat sovint en campanya, en detriment del ros reglamentari, en les guerres colonials: a Cuba, Puerto Rico i Fiipines fins al 1898, i, a partir de 1905, al Marroc.
El casquet circular era del color de l'uniforme, és a dir, generalment blau marí, i duia vius de cos o arma. L'adopció del caqui per a l'uniforme de campanya (1914) no afectà pas el casquet.
El casquet circular espanyol era flexible; quan no es duia posat, es desava, plegat, en una musclera. Els veterans tenien com a passatemps llançar el casquet a terra de manera que rebotés i tornés a la mà.
El casquet circular de l'exèrcit espanyol s'extingí el 1926, substituït per la boina i el barret tou. Al si dels carrabiners i de la Guàrdia Civil, cossos policíacs de titularitat militar, subsistiria encara fins al 1935.

## Portugal
A l'exèrcit portuguès, segurament per influència britànica, el casquet circular fou adoptat el 1834 com a lligadura casernària de tropa; amb alguna intermitència del casquet de borla d'estil franco-espanyol (1852-1868), fou la lligadura més característica del soldat portuguès de manera quasi ininterrompuda fins al 1920, que el substitutí un casquet de caserna d'estil modern. En la pràctica, i sobretot al llarg del segle xix, sovint era usat també en campanya, conjuntament amb la jaqueta curta, atesa la penúria de mitjans, que forçava la tropa a fer el màxim ús d'aquest pequeno uniforme casernari per tal de preservar el grande uniforme (amb xacó i casaca o, més endavant, xacó baix i guerrera, etc.) per a les grans ocasions. El casquet circular portuguès era del color de l'uniforme, és a dir, blau marí (azul-ferrete), amb vius d'arma, i no sembla que fos alterat amb l'adopció del gris per a campanya (1904). Col·loquialment es coneixia com a tachinho ('olleta'), per la forma.
El casquet circular continua avui en ús a Portugal com a part de l'uniforme dels estudiants de dues escoles militars: Colégio Militar i Instituto dos Pupilos do Exército.

## Montenegro

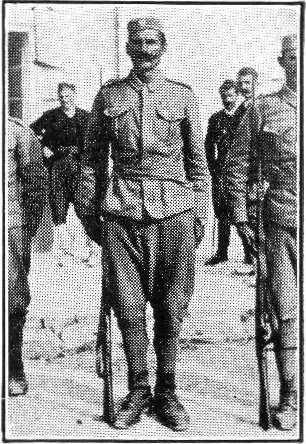
Soldats montenegrins en formació durant la Segona Guerra Balcànica (1913), amb el casquet circular reglamentari per a campanya

El cas de Montenegro és especial: almenys des d'inicis del segle xix la lligadura masculina habitual hi era un casquet circular (црногорска капа o crnogorska kapa, 'gorra montenegrina'), força ornamentat, d'origen independent dels casquets anàlegs euroccidentals.
Tradicionalment, i encara durant tot el segle xix, els montenegrins eren un poble en armes: la totalitat de la població masculina útil era experta en l'ús d'armes blanques i de foc; en cas necessari se'n decretava la mobilització, i en això consistia, bàsicament, l'exèrcit montenegrí. Dins aquesta lògica, l'exèrcit montenegrí combatia en indumentària civil, la qual, però, era tan característica que equivalia a un uniforme: casquet circular, brusa ampla amb llargs faldons, armilla brodada, faixa (amb armes personals), calçons bombatxos, mitges, opanci... És probable, doncs, que l'exèrcit montenegrí fos el primer del món a combatre cofat de casquet circular.
Reorganitzat com a exèrcit permanent el 1906, el 1910 l'exèrcit montenegrí adoptà, per primera volta, un uniforme militar pròpiament dit, de color caqui i de tall modern, modelat en part sobre la tradició russa, amb gorra de plat per als oficials, etc. L'element més característic del nou uniforme fou la lligadura de la tropa (i, en campanya, també dels oficials), que, lògicament, era el casquet circular: una versió simplificada del casquet civil tradicional, sense l'ornamentació, en color caqui i amb l'emblema estatal al front. Fou amb aquest uniforme, casquet circular inclòs, que l'exèrcit montenegrí combaté en totes dues guerres balcàniques (1912-1913) i en la Primera Guerra Mundial, fins que, amb l'extinció de l'Estat montenegrí (octubre-novembre 1918), les seves forces s'incorporaren al nou exèrcit iugoslau.
El casquet circular ha restat a Montenegro com a lligadura exclusivament civil, avui dia ja estrictament folklòrica, i continua essent-hi un símbol de l'orgull de país.